# SDSS J1106+1939

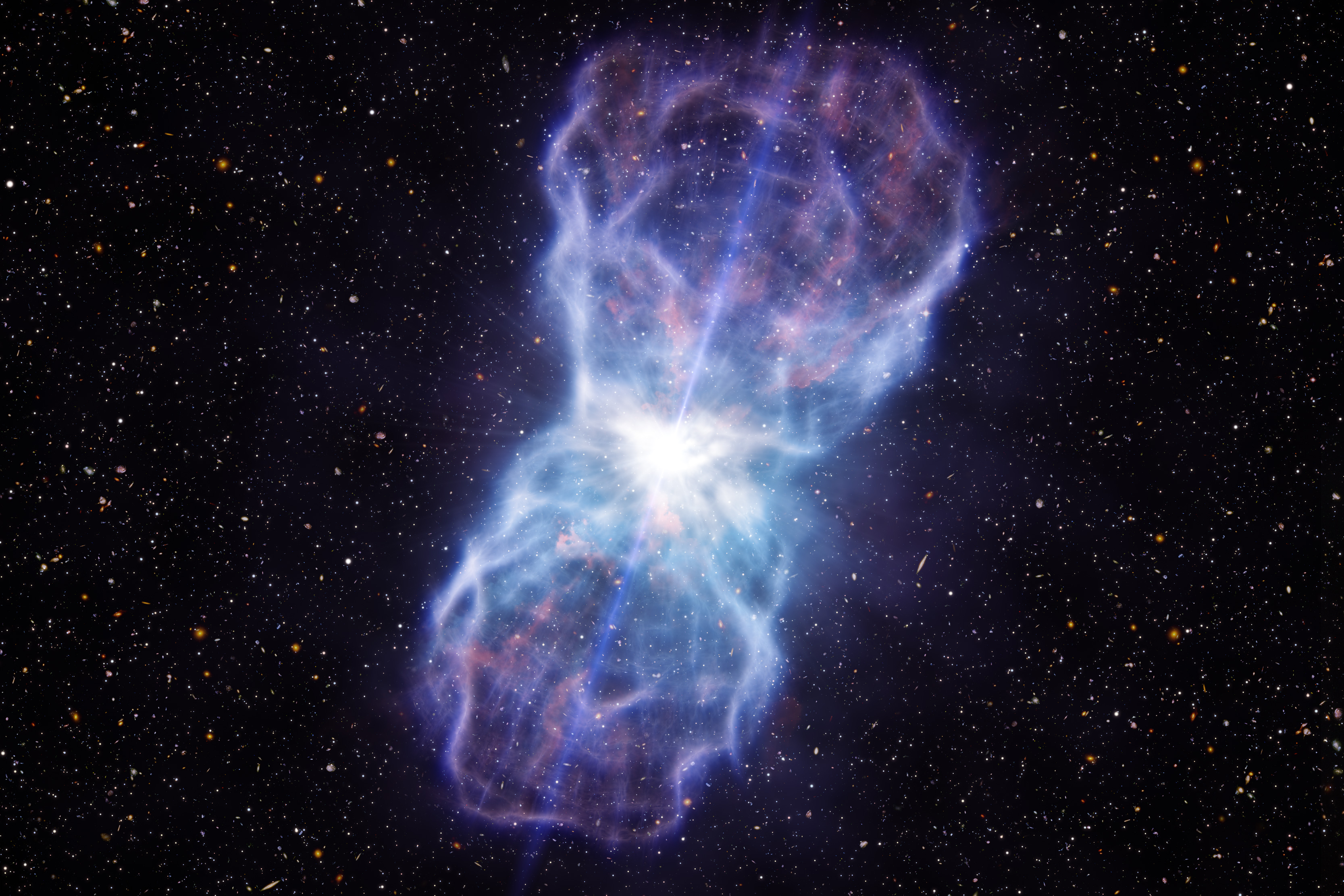
Eine künstlerische Darstellung von SDSS J1106+1939

SDSS J1106+1939 ist ein Quasar, der sich vor allem durch seinen hohen Masse- und Energieausstoß auszeichnet. Den Quasar untersuchte das VLT Survey Telescope der ESO genauer. Dabei wurde entdeckt, dass der Energieausstoß des Quasars etwa dem 100fachen der gesamten Milchstraße entspricht. Pro Jahr stößt das Objekt 400 Sonnenmassen mit einer Geschwindigkeit von 8 000 km/s aus. Dieser Fluss befindet sich knapp 1 000 Lichtjahre entfernt vom supermassereichen Schwarzen Loch, welches das Herz dieses Quasars bildet. Bei diesem Quasar wurde damit erstmals nachgewiesen, dass die Materieflüsse von Quasaren die von der Theorie vorausgesagten Energiemengen auch tatsächlich besitzen können.